# Сновер (Мічиган)
Сновер (англ. Snover) — переписна місцевість (CDP) в США, в окрузі Сенілак штату Мічиган. Населення — 330 осіб (2020).

## Географія
Сновер розташований за координатами 43°28′7″ пн. ш. 82°57′58″ зх. д. / 43.46861° пн. ш. 82.96611° зх. д. (43.468542, -82.966078).  За даними Бюро перепису населення США в 2010 році переписна місцевість мала площу 17,80 км², з яких 17,80 км² — суходіл та 0,00 км² — водойми.

## Демографія
Згідно з переписом 2010 року, у переписній місцевості мешкало 448 осіб у 167 домогосподарствах у складі 130 родин. Густота населення становила 25 осіб/км².  Було 196 помешкань (11/км²).
Расовий склад населення:
| - 97,3 % — білих - 1,1 % — корінних американців |

До двох чи більше рас належало 1,1 %. Частка іспаномовних становила 5,1 % від усіх жителів.
За віковим діапазоном населення розподілялося таким чином: 29,0 % — особи молодші 18 років, 57,4 % — особи у віці 18—64 років, 13,6 % — особи у віці 65 років та старші. Медіана віку мешканця становила 36,5 року. На 100 осіб жіночої статі у переписній місцевості припадало 93,1 чоловіків;  на 100 жінок у віці від 18 років та старших — 93,9 чоловіків також старших 18 років.
Середній дохід на одне домашнє господарство  становив 53 429 доларів США (медіана — 45 000), а середній дохід на одну сім'ю — 57 417 доларів (медіана — 48 125). Медіана доходів становила 30 833 долари для чоловіків та 24 375 доларів для жінок. За межею бідності перебувало 19,4 % осіб, у тому числі 23,4 % дітей у віці до 18 років та 15,4 % осіб у віці 65 років та старших.
Цивільне працевлаштоване населення становило 187 осіб. Основні галузі зайнятості: освіта, охорона здоров'я та соціальна допомога — 23,5 %, виробництво — 20,9 %, сільське господарство, лісництво, риболовля — 13,9 %, роздрібна торгівля — 10,7 %.